# Domingos Torrado
Domingos Torrado O.E.S.A. (1555 - 30 de dezembro de 1612) foi um prelado português, bispo-auxiliar de Goa.
Nascido em local chamado Fontana, foi nomeado bispo-auxiliar de Goa em 7 de fevereiro de 1605, sendo consagrado em 13 de abril de 1608 como bispo-titular de Fisicula, por Dom Aleixo de Meneses. Faleceu em 30 de dezembro de 1612.